# ماساكي ساكاي
ماساكي ساكاي (بالكانا:さかい まさあき) هو مغني وممثل ياباني، ولد في 6 أغسطس 1946 في اليابان.

## وصلات خارجية
- ماساكي ساكاي على موقع IMDb (الإنجليزية)
- ماساكي ساكاي على موقع ميوزك برينز (الإنجليزية)
- ماساكي ساكاي على موقع ديسكوغز (الإنجليزية)
- ماساكي ساكاي على موقع قاعدة بيانات الفيلم (الإنجليزية)
- ماساكي ساكاي على موقع ليتربوكسد (الإنجليزية)
- ماساكي ساكاي على موقع كينوبويسك (الروسية)
- ماساكي ساكاي على موقع ANN person (الإنجليزية)